# Рихнув (Опольське воєводство)
Рихнув (пол. Rychnów) — село в Польщі, у гміні Намислув Намисловського повіту Опольського воєводства.
Населення — 470 осіб (2011).
У 1975-1998 роках село належало до Опольського воєводства.

## Демографія
Демографічна структура станом на 31 березня 2011 року:
|          | Загалом | Допрацездатний вік | Працездатний вік | Постпрацездатний вік |
| -------- | ------- | ------------------ | ---------------- | -------------------- |
| Чоловіки | 240     | 37                 | 172              | 31                   |
| Жінки    | 230     | 44                 | 131              | 55                   |
| Разом    | 470     | 81                 | 303              | 86                   |